# Resistencia durante la Segunda Guerra Mundial

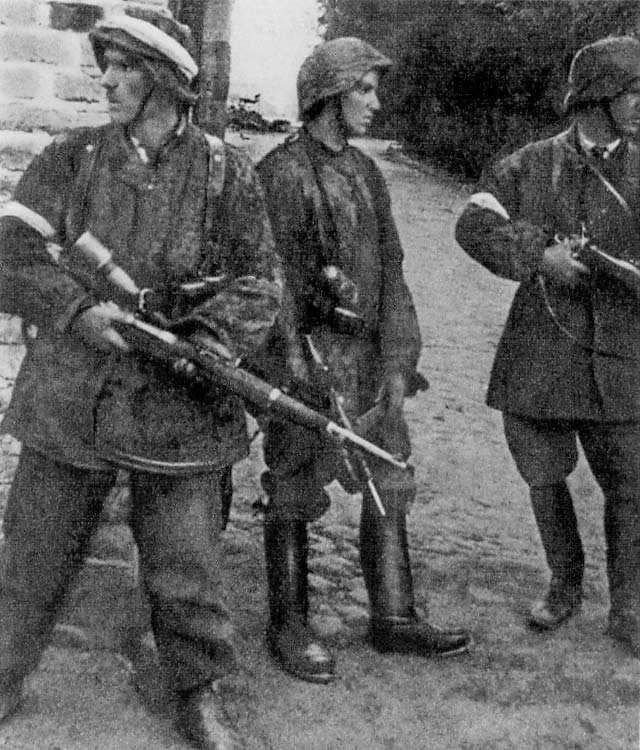
Soldados del Batallón Zośka del Ejército Nacional Polaco durante el Levantamiento de Varsovia el 5 de agosto de 1944 en Gęsiówka. Los hombres están vestidos con uniformes alemanes robados y armados con armas alemanas confiscadas.

La resistencia durante la Segunda Guerra Mundial ocurrió en todos los países ocupados en gran variedad de formas que iban desde la no cooperación, la desinformación y la propaganda hasta el ocultamiento de pilotos e incluso la lucha directa y la retoma de posiciones. Entre los movimientos de resistencia más notables se encuentran los partisanos yugoslavos y el Armia Krajowa polaco, dos de los mayores movimientos de resistencia durante la Segunda Guerra Mundial; los partisanos soviéticos, el Comité de Liberación Nacional italiano, las Fuerzas Francesas del Interior, la resistencia noruega y la griega.
Muchos países tenían movimientos de resistencia dedicados a pelear contra las potencias invasoras del Eje y Alemania tenía su propio movimiento antinazi. Si bien el Reino Unido no sufrió la ocupación nazi en la Segunda Guerra Mundial, los británicos hicieron preparativos para poner en marcha un movimiento de resistencia denominado las Unidades Auxiliares, en caso de una invasión alemana. Varias organizaciones fueron también formadas para establecer células de resistencia en el extranjero o apoyo a los movimientos de resistencia existentes, como la Dirección de Operaciones Especiales británica y la Oficina de Servicios Estratégicos estadounidense (la precursora de la CIA).
También existieron movimientos de resistencia que lucharon contra los invasores aliados. En el África Oriental Italiana, luego de que las fuerzas italianas fueran derrotadas durante la Campaña de África Oriental, algunos italianos participaron en una guerra de guerrillas contra los británicos entre 1941 y 1943. El movimiento alemán de resistencia al nazismo nunca logró grandes triunfos. Por otra parte, los Hermanos del Bosque de Letonia, Lituania y Estonia incluyeron a muchos combatientes que lucharon junto con los nazis y, más tarde, operaron contra la ocupación soviética de los países bálticos. Durante y después de la guerra, movimientos similares de resistencia antisoviética surgieron en lugares como Rumania, Polonia y el oeste de Ucrania. Mientras que los japoneses fueron famosos por «pelear hasta el último hombre», los soldados que resistieron tras el fin de la Guerra tendieron a hacerlo más por una motivación individual y existen pocos indicios de que se haya reunido una resistencia japonesa organizada después de la guerra.